# Analiza Linnhoffa
Analiza punktów zbliżenia lub analiza Linnhoffa – metod optymalizacji systemów cieplnych stosowana w inżynierii procesowej. Polega ona na znajdywaniu układów o dużej wydajności cieplnej (charakteryzujących się dużym stopniem odzysku ciepła oraz małymi stratami cieplnymi) poprzez dobór odpowiednich warunków pracy oraz ewentualną modyfikację samego układu cieplnego.
Cechą, której zawdzięcza swoją popularność, jest jej prostota.

## Historia
Metoda po raz pierwszy zastosowana przez Bodo Linnhoffa (doktoranta piszącego pracę pod nadzorem Johna Flowera na Uniwersytecie w Leeds). W 1977 Linnhoff podjął pracę w Imperial Chemical Industries (ICI), gdzie dalej rozwijał swoją metodę. W 1982 objął stanowisko na Uniwersytecie w Manchesterze, gdzie kontynuował swoją pracę. W 1983 założył własną firmę – Linnhoff March International – która następnie została przejęta przez KBC Energy Services. Od późnych lat 70. XX wieku, kiedy metoda została opisana po raz pierwszy, powstały różne jej modyfikacje oraz oparte na niej programy optymalizacyjne.
Metoda ta z powodzeniem znalazła zastosowanie w optymalizacji instalacji wodnych, sieci wodorowych oraz procesów wymiany masy.

## Teoria
Podstawowym narzędziem analizy są wykresy cieplne analizowanych układów (tzw. krzywe złożone, diagram 4). Wykresy takie konstruuje się poprzez zestawienie ze sobą wykresów poszczególnych wymienników ciepła tworzących analizowany układ cieplny.
Wykres cieplny wymiennika (diagram 3) przedstawia rozkład temperatury płynu w zależności od ilości dostarczonego lub odprowadzonego ciepła. Stopień nachylenia wykresu zależy od wielkości strumienia ciepła (PC – przepływ ciepła) wyraźnego w kW/K. Ponieważ zmiana ilości energii (ciepła) jest wprost proporcjonalna do wielkości ciepła właściwego ({\displaystyle c_{p}} [kJ/kgK]), strumienia masy ({\displaystyle {\dot {m}}} [kg/h]) oraz przyrostu temperatury ({\displaystyle \Delta T,} [K]), zmiana temperatury w zależności od ilości od dostarczonego lub pobranego ciepła jest odwrotnie proporcjonalna do wielkości strumienia ciepła:
{\displaystyle \Delta {\dot {Q}}={\dot {m}}\,c_{p}\,\Delta T\quad \to \quad {\frac {\Delta T}{\Delta {\dot {Q}}}}\sim {\frac {1}{c_{p}\,{\dot {m}}}}\equiv {\frac {1}{PC}}.}
Na wykresie wyróżnia się trzy obszary:
- E1 – przedstawiający nadmiar energii, której odzyskanie nie jest możliwe w tym układzie (konieczne jest odprowadzenie przy pomocy dodatkowego źródła czynnika chłodzącego);
- E2 – przedstawiający energię odzyskiwalną (na skutek przepływu ciepła między dwoma strumieniami);
- E3 – przedstawiający niedobór energii, którego uzupełnienie nie jest możliwe w tym układzie (konieczne jest dodatkowe źródło energii);

Krzywą złożoną tworzy się umieszczając wszystkie strumienie cieplne na jednym wykresie (diagram 1), a następnie łącząc je w „krzywą złożoną” charakteryzującą wszystkie strumienie (diagram 2). Dla poszczególnych przedziałów temperaturowych wartości PC są sumą wartości PC dla wszystkich strumieni będących w tym obszarze. W ten sposób otrzymuje się krzywe cieplne charakteryzujące cały układ (diagram 4). Służą one do analizy i projektowania układów cieplnych.
Punkt na wykresie, w którym różnica temperatur pomiędzy strumieniami gorącymi i chłodnymi osiąga wartość minimalną nazywa się punktem zbliżenia a różnica temperatur w tym punkcie temperaturą zbliżenia. Punkt ten ma kluczowe znaczenie w analizie układów cieplnych, ponieważ różnica temperatur jest siłą napędową w procesach wymiany ciepła i określa dynamikę całego układu (wymiana ciepła w tym punkcie zachodzi najwolniej). Poprzez modyfikację układu można wpływać na dynamikę procesu – zwiększając lub zmniejszając ilość wymienianego ciepła.
Ponadto punkt zwężenia dzieli wykres na dwie części – ciepłą (znajdującą się ponad nim) oraz zimną (znajdującą się pod nim). Modyfikacja układu powinna uwzględniać trzy podstawowe reguły projektowe:
- powyżej punktu zbliżenia – nie powinno się odbierać ciepła z układu przy pomocy źródeł zewnętrznych;
- poniżej punktu zbliżenia – nie powinno się doprowadzać ciepła do układu przy pomocy źródeł zewnętrznych;
- nie powinno się przenosić ciepła z obszaru ciepłego do zimnego (poprzez punkt zwężenia)

## Diagramy

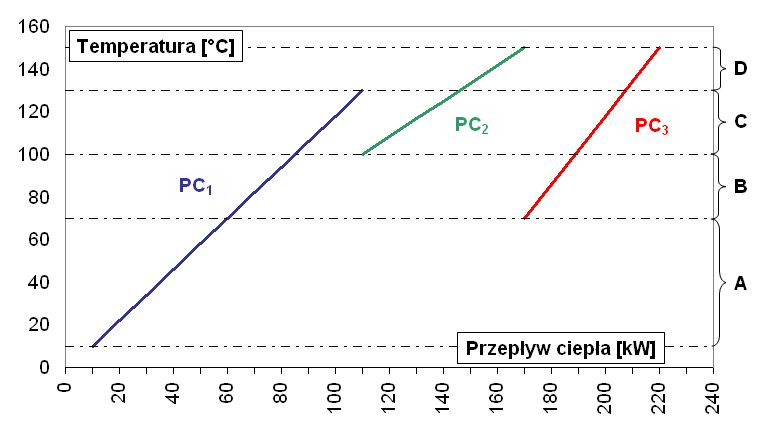
Diagram 1. Wykresy cieplne dla kilku wymienników ciepła (na przykładzie strumieni dostarczających ciepło do układu)
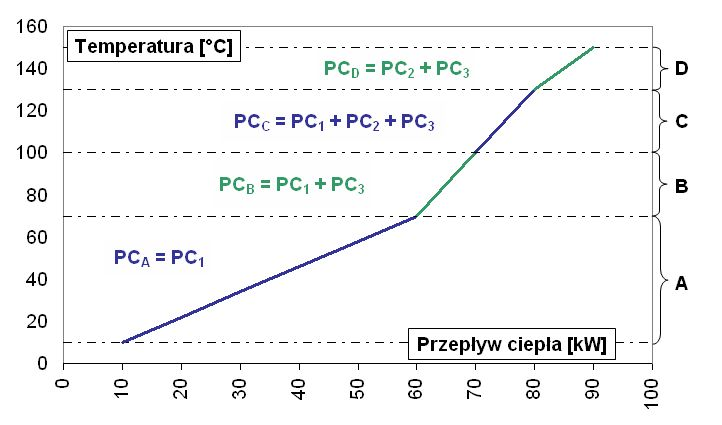
Diagram 2. Krzywa złożona powstała z nałożenia wykresów cieplnych poszczególnych wymienników

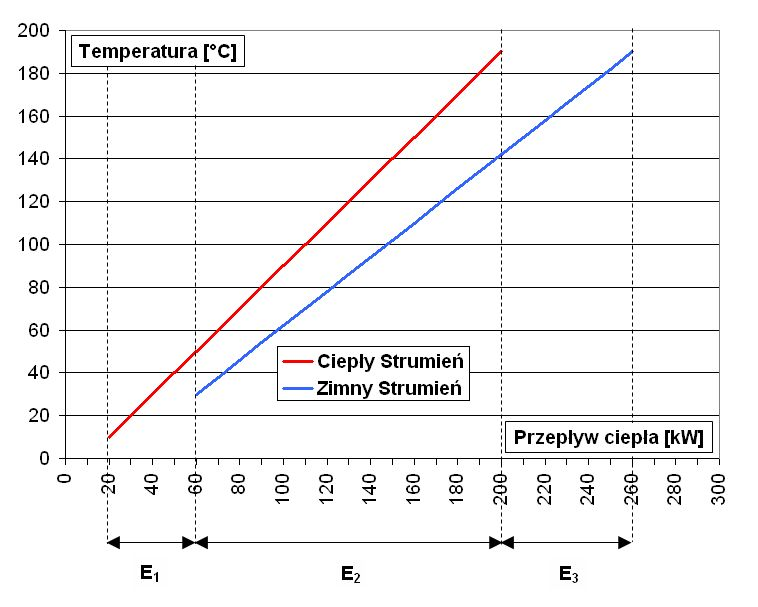
Diagram 3. Wykres cieplny wymiennika ciepła
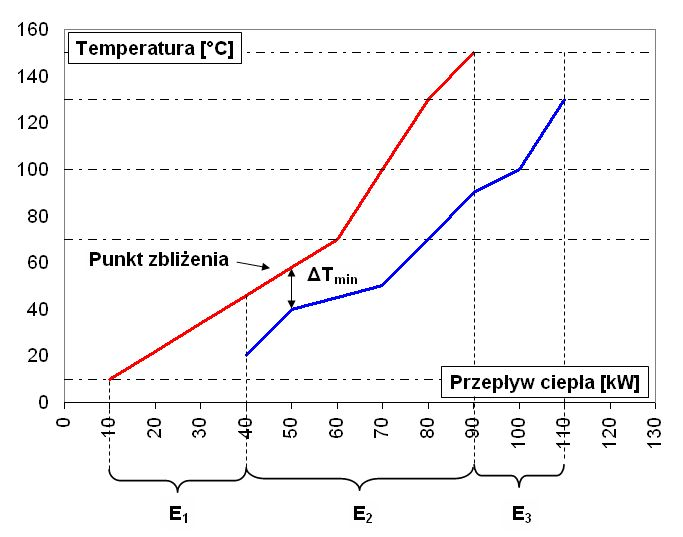
Diagram 4. Krzywe cieplne układu wymienników ciepła